# Az FC Tatabánya 2006–2007-es szezonja
Az FC Tatabánya 2006–2007-es szezonja szócikk az FC Tatabánya első számú férfi labdarúgócsapatának egy szezonjáról szól.

## Mérkőzések
| Színmagyarázat | Színmagyarázat |
| -------------- | -------------- |
|                | Győzelem.      |
|                | Döntetlen.     |
|                | Vereség.       |

### Borsodi Liga 2006–07

#### Őszi fordulók
| 1. forduló 2006. július 30. 18:00 |

| FC Tatabánya                             | 2 – 0               | FC Sopron                       |
| ---------------------------------------- | ------------------- | ------------------------------- |
| Márkus 71' 82' Filó 21' Jezdimirović 32' | (0 – 0) Jegyzőkönyv | Feczesin 52' Sira 53' Homei 84′ |

| Városi Stadion, Tatabánya Nézőszám: 2 000 Játékvezető: Fábián Mihály (magyar) |

| 2. forduló 2006. augusztus 5. 20:00 |

| Pécsi MFC                                                         | 3 – 3               | FC Tatabánya                                                     |
| ----------------------------------------------------------------- | ------------------- | ---------------------------------------------------------------- |
| Nógrádi 23' Lukács 27' Horváth 84' Pest 35' Dienes 45' Lantos 78' | (2 – 0) Jegyzőkönyv | Kouemaha 56' 90+1' 90+2' Márkus 68' Filó 16' Nagy 87' Bakrać 90' |

| PMFC Stadion, Pécs Nézőszám: 1 000 Játékvezető: Szilasi Szabolcs (magyar) |

| 3. forduló 2006. augusztus 19. 17:30 |

| FC Tatabánya                                        | 3 – 0               | Paksi FC                                                  |
| --------------------------------------------------- | ------------------- | --------------------------------------------------------- |
| Csopaki 19' Kouemaha 44' 73' Nečas 22' Gulyás 90+1' | (2 – 0) Jegyzőkönyv | Ambrus 45' Barics 68' Horváth 89' Tamási 90+4' Báló 90+4' |

| Városi Stadion, Tatabánya Nézőszám: 2 000 Játékvezető: Szabó Zsolt (magyar) |

| 4. forduló 2006. augusztus 28. 18:00 |

| Vasas                                                                    | 2 – 0               | FC Tatabánya                                             |
| ------------------------------------------------------------------------ | ------------------- | -------------------------------------------------------- |
| Németh 60' (11-esből) Pandur 89' 89' Unierzyski 36' Pintér 39' Balog 78' | (0 – 0) Jegyzőkönyv | Bakrać 15' Kouemaha 39' Jezdimirović 42′, 60′ Filó 90+2' |

| Illovszky Rudolf Stadion, Budapest Nézőszám: 1 800 Játékvezető: Iványi Zoltán (magyar) |

| 5. forduló 2006. szeptember 9. 16:30 |

| FC Tatabánya                                  | 4 – 2               | Kaposvári Rákóczi                       |
| --------------------------------------------- | ------------------- | --------------------------------------- |
| Kouemaha 27' Megyesi 44' Vámosi 48' Hajdú 57' | (2 – 0) Jegyzőkönyv | André Alves 59' Zahorecz 74' (11-esből) |

| Városi Stadion, Tatabánya Nézőszám: 2 500 Játékvezető: Andó-Szabó Sándor (magyar) |

| 6. forduló 2006. szeptember 17. 18:30 |

| Dunakanyar-Vác                          | 2 – 2               | FC Tatabánya                                                       |
| --------------------------------------- | ------------------- | ------------------------------------------------------------------ |
| Vámosi 50' (öngól) Laskai 60' Dudás 37' | (0 – 1) Jegyzőkönyv | Kouemaha 9' Rajnay 90+2' Gulyás 25′ Hajdú 45' Dupai 66' Vámosi 89' |

| Ligeti Stadion, Vác Nézőszám: 2 000 Játékvezető: Bognár Tamás (magyar) |

| 7. forduló 2006. szeptember 23. 15:00 |

| FC Tatabánya                                           | 2 – 1               | Debreceni VSC          |
| ------------------------------------------------------ | ------------------- | ---------------------- |
| Ndjodo 24' Megyesi 68' Jezdimirović 40' Kouemaha 90+4' | (1 – 0) Jegyzőkönyv | Sándor 70' Komlósi 67' |

| Városi Stadion, Tatabánya Nézőszám: 3 000 Játékvezető: Gergely Sándor (magyar) |

| 8. forduló 2006. szeptember 30. 16:00 |

| FC Tatabánya                                                     | 1 – 2               | Budapest Honvéd                                           |
| ---------------------------------------------------------------- | ------------------- | --------------------------------------------------------- |
| Vámosi 58' (11-esből) Jezdimirović 6′, 35′ Hajdú 56' Megyesi 90' | (0 – 1) Jegyzőkönyv | Hercegfalvi 44' Schrancz 73' Benjamin 56′, 56′ Koós 90+2' |

| Városi Stadion, Tatabánya Nézőszám: 3 000 Játékvezető: Sápi Csaba (magyar) |

| 9. forduló 2006. október 13. 19:00 |

| FC Fehérvár                                 | 2 – 0               | FC Tatabánya                   |
| ------------------------------------------- | ------------------- | ------------------------------ |
| Sitku 18' (11-esből) Alumona 69' Farkas 63' | (1 – 0) Jegyzőkönyv | Nečas 18' Kerényi 66' Filó 77' |

| Sóstói Stadion, Székesfehérvár Nézőszám: 2 500 Játékvezető: Fábián Mihály (magyar) |

| 10. forduló 2006. október 21. 14:30 |

| FC Tatabánya                                                 | 2 – 4               | MTK Budapest                                                                              |
| ------------------------------------------------------------ | ------------------- | ----------------------------------------------------------------------------------------- |
| Kouemaha 32' 35' Ndjodo 48' Poleksić 36' Bakrać 45' Mile 59' | (1 – 1) Jegyzőkönyv | Kanta 37' (11-esből) 47' (11-esből) 41' Hrepka 60' Németh 62' Kriston 20' Rodenbücher 66' |

| Városi Stadion, Tatabánya Nézőszám: 2 500 Játékvezető: Bede Ferenc (magyar) |

| 11. forduló 2006. október 29. 17:00 |

| Diósgyőr                                              | 3 – 1               | FC Tatabánya                     |
| ----------------------------------------------------- | ------------------- | -------------------------------- |
| Filó 16' (öngól) Binder 81' Kéthévoama 90' Farkas 43' | (1 – 1) Jegyzőkönyv | Vámosi 39' (11-esből) Ndjodo 20' |

| DVTK-stadion, Miskolc Nézőszám: 3 000 Játékvezető: Arany Tamás (magyar) |

| 12. forduló 2006. november 4. 13:30 |

| FC Tatabánya                        | 2 – 1               | Győri ETO                      |
| ----------------------------------- | ------------------- | ------------------------------ |
| Ndjodo 38' 37' Hajdú 90' Bakrać 50' | (1 – 0) Jegyzőkönyv | Bajzát 67' Tóth 71' Müller 75' |

| Városi Stadion, Tatabánya Nézőszám: 1 200 Játékvezető: Gergely Sándor (magyar) |

| 13. forduló 2006. november 10. 19:00 |

| Újpest                          | 2 – 0               | FC Tatabánya                               |
| ------------------------------- | ------------------- | ------------------------------------------ |
| Tisza 73' Kőhalmi 90' Vaskó 55' | (0 – 0) Jegyzőkönyv | Nečas 27' Rajnay 41' Gulyás 69' Ndjodo 75′ |

| Szusza Ferenc Stadion, Budapest Nézőszám: 2 372 Játékvezető: Solymosi Péter (magyar) |

| 14. forduló 2006. november 18. 13:00 |

| FC Tatabánya               | 2 – 3               | Rákospalotai EAC                                  |
| -------------------------- | ------------------- | ------------------------------------------------- |
| Vámosi 58' 35' Megyesi 81' | (0 – 1) Jegyzőkönyv | Nyerges 11' 57' (11-esből) Torma 85' Polonkai 70' |

| Városi Stadion, Tatabánya Nézőszám: 1 500 Játékvezető: Török Károly (magyar) |

| 15. forduló 2006. november 25. 15:00 |

| Zalaegerszegi TE               | 1 – 0               | FC Tatabánya       |
| ------------------------------ | ------------------- | ------------------ |
| Francišković 90+9' Sebők V. 7' | (0 – 0) Jegyzőkönyv | Nečas 16' Mile 61' |

| ZTE Aréna, Zalaegerszeg Nézőszám: 3 000 Játékvezető: Mészáros István (magyar) |

| 16. forduló 2006. december 2. 15:00 |

| FC Sopron                         | 1 – 0               | FC Tatabánya |
| --------------------------------- | ------------------- | ------------ |
| Feczesin 48' (11-esből) Szabó 90' | (0 – 0) Jegyzőkönyv | Bakrać 15'   |

| Káposztás utcai Stadion, Sopron Nézőszám: 1 500 Játékvezető: Szilasi Szabolcs (magyar) |

| 17. forduló 2006. december 10. 13:30 |

| FC Tatabánya                                                        | 4 – 0               | Pécsi MFC            |
| ------------------------------------------------------------------- | ------------------- | -------------------- |
| Ndjodo 34' Kouemaha 45' Hajdú 71' Vámosi 88' (11-esből) Kerényi 41' | (2 – 0) Jegyzőkönyv | Lantos 62′ Sipos 80' |

| Városi Stadion, Tatabánya Nézőszám: 2 000 Játékvezető: Sápi Csaba (magyar) |

#### Tavaszi fordulók
| 18. forduló 2007. február 24. 14:00 |

| Paksi FC | 0 – 1               | FC Tatabánya                      |
| -------- | ------------------- | --------------------------------- |
|          | (0 – 1) Jegyzőkönyv | Kouemaha 1' Balogh 10' Balázs 87' |

| Fehérvári úti stadion, Paks Nézőszám: 1 500 Játékvezető: Bede Ferenc (magyar) |

| 19. forduló 2007. március 3. 15:00 |

| FC Tatabánya          | 1 – 3               | Vasas                                              |
| --------------------- | ------------------- | -------------------------------------------------- |
| Szőke 28' Megyesi 26' | (1 – 1) Jegyzőkönyv | Kenesei 42' 38' Lázok 78' Kincses 90+3' Pintér 63' |

| Városi Stadion, Tatabánya Nézőszám: 1 500 Játékvezető: Mészáros István (magyar) |

| 20. forduló 2007. március 10. 16:00 |

| Kaposvári Rákóczi                                             | 4 – 0               | FC Tatabánya                        |
| ------------------------------------------------------------- | ------------------- | ----------------------------------- |
| Vasiljević 8' Szakály 18' André Alves 71' Oláh 83' Maróti 61' | (2 – 0) Jegyzőkönyv | Szilágyi 13' Vámosi 50' Kerényi 54' |

| Rákóczi Stadion, Kaposvár Nézőszám: 1 500 Játékvezető: Iványi Zoltán (magyar) |

| 21. forduló 2007. március 17. 15:00 |

| FC Tatabánya          | 1 – 2               | Dunakanyar-Vác          |
| --------------------- | ------------------- | ----------------------- |
| Takács 90+2' Filó 85' | (0 – 2) Jegyzőkönyv | Rusvay 34' Palásthy 37' |

| Városi Stadion, Tatabánya Nézőszám: 1 500 Játékvezető: Sápi Csaba (magyar) |

| 22. forduló 2007. március 30. 19:00 |

| Debreceni VSC                       | 2 – 0               | FC Tatabánya   |
| ----------------------------------- | ------------------- | -------------- |
| Sidibe 23' 50' Bíró 55' Zsolnai 88' | (1 – 0) Jegyzőkönyv | Juan Pérez 66' |

| Oláh Gábor utcai stadion, Debrecen Nézőszám: 6 000 Játékvezető: Havrilla Richárd (magyar) |

| 23. forduló 2007. április 7. 17:00 |

| Budapest Honvéd                                                 | 2 – 0               | FC Tatabánya         |
| --------------------------------------------------------------- | ------------------- | -------------------- |
| Ivancsics 53' Bogdanović 90+2' Smiljanić 26′, 88′ Mogyorósi 32' | (0 – 0) Jegyzőkönyv | Balogh 8' Rajnay 45' |

| Bozsik József Stadion, Budapest Nézőszám: 4 000 Játékvezető: Fábián Mihály (magyar) |

| 24. forduló 2007. április 14. 17:00 |

| FC Tatabánya                                                   | 3 – 2               | FC Fehérvár                   |
| -------------------------------------------------------------- | ------------------- | ----------------------------- |
| Vámosi 53' (11-esből) 71′ Kouemaha 65' Juan Pérez 89' Filó 59' | (0 – 2) Jegyzőkönyv | Dajić 18' 42' 77' Horváth 55' |

| Városi Stadion, Tatabánya Nézőszám: 1 000 Játékvezető: Vad II. István (magyar) |

| 25. forduló 2007. április 21. 15:00 |

| MTK Budapest                                     | 4 – 0               | FC Tatabánya |
| ------------------------------------------------ | ------------------- | ------------ |
| Pál 4' Németh 35' 77' Rodenbücher 73' Pollák 68′ | (2 – 0) Jegyzőkönyv | Nečas 12'    |

| Hidegkuti Nándor Stadion, Budapest Nézőszám: 1 000 Játékvezető: Fábián Mihály (magyar) |

| 26. forduló 2007. április 28. 16:00 |

| FC Tatabánya                                | 5 – 3               | Diósgyőr                                  |
| ------------------------------------------- | ------------------- | ----------------------------------------- |
| Hajdú 13' 30' Kouemaha 36' 56' Szilágyi 88' | (3 – 0) Jegyzőkönyv | Simon 51' Kéthévoama 85' 90' Menyhért 72' |

| Városi Stadion, Tatabánya Nézőszám: 1 500 Játékvezető: Szabó Zsolt (magyar) |

- A jegyzőkönyvből nem derülnek ki a gólszerzők.

| 27. forduló 2007. május 5. 17:30 |

| Győri ETO           | 0 – 0               | FC Tatabánya |
| ------------------- | ------------------- | ------------ |
| Kovács 13' Bank 19' | (0 – 0) Jegyzőkönyv | Rajnay 75'   |

| ETO Park, Győr Nézőszám: 4 000 Játékvezető: Sápi Csaba (magyar) |

- A jegyzőkönyvből nem derülnek ki a gólszerzők.

| 28. forduló 2007. május 12. 15:00 |

| FC Tatabánya                        | 3 – 2               | Újpest                              |
| ----------------------------------- | ------------------- | ----------------------------------- |
| Filó 50' Megyesi 72' Kouemaha 90+3' | (0 – 1) Jegyzőkönyv | Tisza 26' Kovács 87' 26' Erős 90+3′ |

| Városi Stadion, Tatabánya Nézőszám: 2 000 Játékvezető: Iványi Zoltán (magyar) |

| 29. forduló 2007. május 19. 18:00 |

| Rákospalotai EAC                                    | 2 – 4               | FC Tatabánya                                     |
| --------------------------------------------------- | ------------------- | ------------------------------------------------ |
| Nyerges 38' 80' Kapcsos 42' Polonkai 50' Sallai 62' | (1 – 1) Jegyzőkönyv | Juan Pérez 22' 56' Balogh 65' Hajdú 84' Filó 54' |

| Budai II László Stadion, Budapest Nézőszám: 2 000 Játékvezető: Arany Tamás (magyar) |

| 30. forduló 2007. május 26. 18:00 |

| FC Tatabánya                  | 0 – 3               | Zalaegerszegi TE                       |
| ----------------------------- | ------------------- | -------------------------------------- |
| Filó 52' Vámosi 70' Weisz 80′ | (0 – 1) Jegyzőkönyv | Balázs 21' 63' Kocsárdi 81' (11-esből) |

| Városi Stadion, Tatabánya Nézőszám: 2 000 Játékvezető: Fábián Mihály (magyar) |

#### A bajnokság végeredménye
| #  | Csapat            | J  | Gy | D  | V  | Rg | Kg | Gk  | P  | Megjegyzés      |
| -- | ----------------- | -- | -- | -- | -- | -- | -- | --- | -- | --------------- |
| 1  | Debreceni VSC     | 30 | 22 | 3  | 5  | 63 | 21 | +42 | 69 | Bajnokok ligája |
| 2  | MTK Budapest      | 30 | 19 | 4  | 7  | 61 | 33 | +28 | 61 | UEFA-kupa       |
| 3  | Zalaegerszegi TE  | 30 | 17 | 4  | 9  | 54 | 38 | +16 | 55 |                 |
| 4  | Újpest            | 30 | 15 | 4  | 11 | 39 | 32 | +7  | 46 | [ 3 ]           |
| 5  | Vasas             | 30 | 13 | 6  | 11 | 43 | 41 | +2  | 45 |                 |
| 6  | FC Fehérvár       | 30 | 13 | 5  | 12 | 45 | 43 | +2  | 44 |                 |
| 7  | Kaposvári Rákóczi | 30 | 12 | 5  | 13 | 40 | 36 | +4  | 41 |                 |
| 8  | Budapest Honvéd   | 30 | 11 | 8  | 11 | 48 | 43 | +5  | 41 | UEFA-kupa       |
| 9  | Diósgyőr          | 30 | 11 | 5  | 14 | 40 | 52 | -12 | 38 |                 |
| 10 | FC Sopron         | 30 | 11 | 4  | 15 | 33 | 46 | -13 | 37 |                 |
| 11 | Paksi FC          | 30 | 10 | 7  | 13 | 34 | 38 | -4  | 37 |                 |
| 12 | FC Tatabánya      | 30 | 11 | 3  | 16 | 46 | 58 | -12 | 36 |                 |
| 13 | Győri ETO         | 30 | 9  | 8  | 13 | 37 | 43 | -6  | 35 |                 |
| 14 | Rákospalotai EAC  | 30 | 9  | 7  | 14 | 42 | 55 | -13 | 34 |                 |
| 15 | Pécsi MFC         | 30 | 7  | 12 | 11 | 31 | 41 | -10 | 33 | Kieső           |
| 16 | Dunakanyar-Vác    | 30 | 4  | 7  | 19 | 21 | 57 | -36 | 19 | Kieső           |

1. ↑  A Bajnokok Ligája selejtezőjének második körébe jut
2. ↑  Az UEFA-kupa selejtezőjének első fordulójába jut
3. ↑  az Újpest FC 3 pont levonást kapott
4. ↑  Az UEFA-kupa selejtezőjének első fordulójába jut (Magyar Kupa győztesként)

#### Eredmények összesítése
Az alábbi táblázatban összesítve szerepelnek az FC Tatabánya 2006/07-es bajnokságban elért eredményei.
| Ősz/tavasz (forduló)    | Otthon | Otthon | Otthon | Otthon | Otthon | Otthon | Otthon | Idegenben | Idegenben | Idegenben | Idegenben | Idegenben | Idegenben | Idegenben |
| Ősz/tavasz (forduló)    | M      | GY     | D      | V      | LG–KG  | GK     | P      | M         | GY        | D         | V         | LG–KG     | GK        | P         |
| ----------------------- | ------ | ------ | ------ | ------ | ------ | ------ | ------ | --------- | --------- | --------- | --------- | --------- | --------- | --------- |
| Őszi szezon (1–15.)     | 9      | 6      | 0      | 3      | 22–13  | +9     | 18     | 8         | 0         | 2         | 6         | 6–16      | –10       | 2         |
| Tavaszi szezon (16–30.) | 6      | 3      | 0      | 3      | 13–15  | –2     | 9      | 7         | 2         | 1         | 4         | 5–14      | –9        | 7         |
| Összesen (1–30.)        | 15     | 9      | 0      | 6      | 35–28  | +7     | 27     | 15        | 2         | 3         | 10        | 11–30     | –19       | 9         |

#### Helyezések fordulónként
| Forduló  | 1  | 2 | 3  | 4 | 5  | 6 | 7  | 8 | 9 | 10 | 11 | 12 | 13 | 14 | 15 | 16 | 17 | 18 | 19 | 20 | 21 | 22 | 23 | 24 | 25 | 26 | 27 | 28 | 29 | 30 |
| -------- | -- | - | -- | - | -- | - | -- | - | - | -- | -- | -- | -- | -- | -- | -- | -- | -- | -- | -- | -- | -- | -- | -- | -- | -- | -- | -- | -- | -- |
| Helyszín | O  | I | O  | I | O  | I | O  | O | I | O  | I  | O  | I  | O  | I  | I  | O  | I  | O  | I  | O  | I  | I  | O  | I  | O  | I  | O  | I  | O  |
| Eredmény | GY | D | GY | V | GY | D | GY | V | V | V  | V  | GY | V  | V  | V  | V  | GY | GY | V  | V  | V  | V  | V  | GY | V  | GY | D  | GY | GY | V  |
| Helyezés | 3  | 3 | 2  | 4 | 4  | 4 | 4  | 4 | 6 | 8  | 9  | 6  | 7  | 10 | 11 | 12 | 10 | 9  | 9  | 12 | 13 | 14 | 15 | 15 | 15 | 15 | 15 | 12 | 12 | 12 |

Helyszín: O = Otthon; I = Idegenben. Eredmény: GY = Győzelem; D = Döntetlen; V = Vereség.

### Magyar kupa
4. forduló
| 2006. október 25. 17:00 |

| Lombard Pápa              | 3 – 0       | FC Tatabánya                                                  |
| ------------------------- | ----------- | ------------------------------------------------------------- |
| Kozarek Ornoch Farkas 21' | Jegyzőkönyv | Vámosi 8' Gulyás 18′, 40′ Rajnay 31′, 37′ Bakrać 82' Mile 87' |

| Perutz Stadion, Pápa |